# Nunligran
Nunligran (en rus: Нунлигран) és un poble del districte autònom de Txukotka, a Rússia, que el 2015 tenia 302 habitants.